# Adelchi I di Spoleto
Adelchi I, chiamato anche Adelgi o Adalgiso, (... – 854 circa) è stato conte di Parma dall'830, di Cremona dopo l'841 ed infine di Brescia. Fu anche duca di Spoleto.

## Biografia
Secondo alcune fonti successe anche al fratello Mauring come duca di Spoleto nell'824. Fu figlio di Suppone I e di una figlia di Adelchi o una figlia di Arechi II di Benevento. La sua area di maggior interesse fu quella compresa tra l'Emilia e la Lombardia orientale.
Egli fu missus dominicus di Lotario I e del figlio Ludovico II il Giovane e seguì quest'ultimo nella spedizione anti-saracena dell847-848. Fu presente all'incoronazione imperiale di Ludovico II a Roma dell'850 e questo sposò la figlia di Adelchi, Engelberga.

## Matrimonio e figli
La moglie è sconosciuta, ma la presenza di una figlia di nome Cunegonda, stesso nome della consorte di Bernardo d'Italia, lascia intendere un legame con la stirpe dei Guglielmidi. Adelchi ebbe quattro figli:
- Suppone II, duca di Spoleto[1];
- Egfredo (872-879), conte[1];
- Ardingo (872-877), conte[1];
- Engelberga, moglie di Ludovico II il Giovane[1].
- Cunegonda, suora presso l'abbazia di San Salvatore-Santa Giulia di Brescia (monastero fondato da re Desiderio e Ansa, forse trisnonni di Cunegonda) e poi badessa del monastero regio di San Sisto, fondato a Piacenza dallo sorella Engelberta[1].